# Climas de América
Los climas cálidos se extienden por América Central y una  parte del norte de América del Sur. Sus principales características son: baja amplitud térmica y temperaturas medias anuales elevadas y las precipitaciones son abundantes todo el año. De acuerdo con las variaciones de sus condiciones generales se clasifican en: Los climas templados se desarrollan en las latitudes intermedias, y sus características son las temperaturas medias más bajas y las amplitudes térmicas mayores que en los climas cálidos, especialmente en las áreas alejadas de las costas. Debido a esa diferencia, se clasifican en templados oceánicos y continentales. Los climas fríos se ubican en las altitudes más altas y predominan en gran parte de América del Norte y en el extremo meridional de América del Sur. Los veranos son muy cortos y los inviernos muy rigurosos, con grandes amplitudes térmicas, con excepción de las zonas que reciben la influencia de las corrientes cálidas.

## Climas cálidos
El clima cálido presenta elevadas temperaturas, sin grandes variaciones estacionales. Predominan de bosques tropicales, selvas y sabanas (praderas de pastos altos con algunas especies arbóreas y arbustos aislados o de forma de células
Este clima se puede subdividir en 3 climas diferentes:
- Clima tropical.
- Clima ecuatorial.
- Clima desértico.

Los climas cálidos se localizan en las bandas ecuatoriales, subtropicales y tropicales del planeta, debidas, fundamentalmente, a una mayor influencia del Sol sobre estas regiones, en las que los rayos de nuestra estrella inciden de manera casi perpendicular sobre la atmósfera, lo que proporciona un mayor calentamiento.
- Cálido Tropical: se desarrolla en el Golfo de México, en el norte y centro de Brasil , en el Noreste Argentino y en el Norte Chileno. Los inviernos son templados y los veranos cálidos. Las precipitaciones son abundantes y se producen a lo largo de todo el año.  La vegetación difiere desde el bosque exuberante tropical hasta la sabana en zonas de estación seca como en Venezuela. En las zonas montañosas tropicales la altitud y permite distinguir tres pisos térmicos: tierras calientes entre los 0 y los 1000, tierras templadas entre los 1000 a 2000 y las tierras frías por encima de los 2000 metros de altura donde se asienta preferentemente la población.

- 'Cálido Ecuatorial': se extiende a ambos lados del Ecuador. Coincide en gran parte con la llanura amazónica. Las temperaturas medias oscilan alrededor de.Se caracteriza por una constante térmica. Las precipitaciones son excesivas. Corresponde al bioma de selva amazónica que provee de maderas de alto valor económico.

Flora: Algunas de las especies vegetales que se destacan son la caoba, el árbol del caucho, la palmera, la castañeteara, el jacarandá, el laurel, el gutagamba, el cedro, el pretiriere y el cubil
Fauna: En cuanto a las especies animales predominantes se encuentran reptiles, monos, felinos, marsupiales, insectos, aves, mariposas y peces.
- Clima Desértico: El clima desértico es un tipo de clima donde las precipitaciones son generalmente menores de 250 mm en un año. La escasez de lluvias es una característica de los desiertos, como el arábigo, australiano y el Sáhara. También es una característica del interior de los continentes, de las zonas occidentales de los continentes y de las laderas que no dan al mar de las cordilleras. Partes de las regiones del Ártico y la Antártida también tienen climas áridos a pesar de que son frías.
- América tiene patrones climáticos distintos. Los diferentes tipos de climas que se encuentran en América incluyen: 
  - Clima polar, clima de montaña y clima continental en América del Norte, que está formada por los países: Groenlandia, Canadá, Estados Unidos y México.
  - Climas en América Central y el Caribe.
  - Climas en América del Sur, que incluyen climas templados, tropicales, desérticos y tundra.